# Weissella beninensis
Weissella kimchii é uma bactéria Gram-positiva do gênero Weissella que foi isolada da mandioca fermentada de Ketou no Benin.